# Keef Hartley Band
Keef Hartley Band byla britská rocková skupina, založená v listopadu 1968. Skupina vydala své první album s názvem Halfbreed v roce 1969. 16. srpna 1969 skupina vystoupila na festivalu Woodstock v sestavě Miller Anderson (zpěv, kytara), Gary Thain (baskytara), Henry Lowther (trubka, housle), Jimmy Jewell (saxofon) a Keef Hartley (bicí). Nejvíce se prosadilo třetí album s názvem The Time Is Near z roku 1970. Ve skupině se za krátkou existenci prostřídalo několik dalších členů. V roce 1972 původní baskytarista Gary Thain přešel ke skupině Uriah Heep a skupina se krátce poté rozpadla.

## Diskografie
- Halfbreed (1969
- The Battle of North West Six (1969)
- The Time Is Near (1970)
- Overdog (1971)
- Seventy-Second Brave (1972)
- Not Foolish, Not Wise (1999)[7]